# Alpı, Ulus
Alpı là một xã thuộc huyện Ulus, tỉnh Bartın, Thổ Nhĩ Kỳ. Dân số thời điểm năm 2011 là 88 người.